# Покупательная способность
Покупа́тельная спосо́бность — экономический показатель, обратно пропорциональный количеству валюты, необходимой для покрытия определённой потребительской корзины из товаров и услуг.
Покупательная способность показывает, сколько среднестатистический потребитель может купить на определённую сумму денег товаров и услуг при существующем уровне цен.
Покупательная способность зависит от уровня доходов населения и той их части, которая может быть выделена на покупки, но не в меньшей степени обусловлена величиной цен и тарифов на услуги.
Падение покупательной способности валюты называется инфляцией, рост покупательной способности — дефляцией. Покупательная способность одной и той же валюты может существенно варьировать в разных странах. Концептом для международного сравнения экономических показателей является пересчёт на паритет покупательной способности. Понятие покупательной способности может применяться не только к валютам, но и платежеспособности населения. Покупательная способность населения коррелирует с доходами и может стимулировать уровень потребления.